# Universidad Edge Hill
Edge Hill University es una institución de educación superior ubicada en Ormskirk, condado de Lancashire, Reino Unido.

## Historia
Fundada como colegio en 1885, la Universidad Edge Hill fue inicialmente una escuela de formación de profesoras. 
Toma su nombre de una zona de Liverpool donde se encontraba el edificio original. El campus actual fue construido en Ormskirk en 1933. 
Adquirió el estatus de universidad en 2006.

## Edificios
La Universidad Edge Hill se compone de tres facultades:
- Facultad de educación;
- Facultad de Artes, Tecnología y Ciencias;
- Facultad de Salud.